# Parc Natural Putna-Vrancea
El Parc Natural de Putna-Vrancea (en romanès: Parcul Natural Putna-Vrancea) és una zona protegida (parc natural categoria V UICN) situada a Romania, al territori administratiu del comtat de Vrancea.
El parc natural es troba a les muntanyes de Vrancea (Carpats orientals), a la conca hidrogràfica del riu Putna, a la part nord-oest del comtat de Vrancea.
Putna-Vrancea té una superfície de 26.503 ha. Va ser declarada zona natural protegida per la Decisió del Govern número 2151 del 30 de novembre de 2004 (publicada al Document Oficial Romanès (Monitorul Oficial) número 38 del 12 de gener de 2005). Representa una zona muntanyosa (escletxes, cims muntanyosos, valls, canyons, cascades, boscos, pastures) i compta amb una gran varietat de flora i fauna.